# 張松

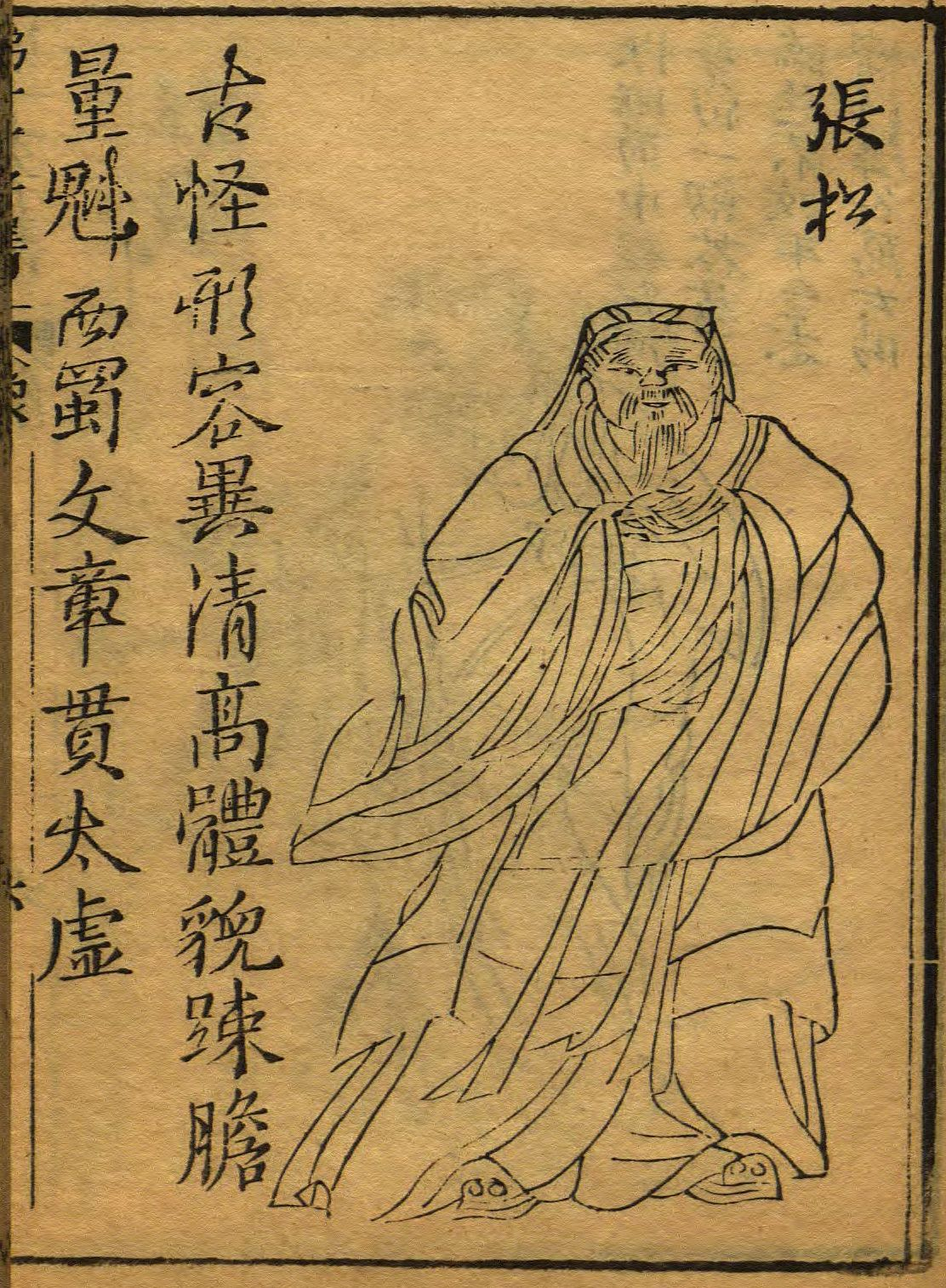
張松

張 松（ちょう しょう、? - 212年または213年）は、中国後漢末期の政治家。字は子喬。益州蜀郡成都県の人。兄は張粛。子（または甥）は張表（「馬忠伝」）。『三国志』蜀志『劉二牧伝』『先主伝』に記述がある。

## 生涯
劉璋に仕え、別駕まで昇進した。
劉璋は曹操が荊州を降し、関中も支配下においたことを聞くと、曹操が漢中の張魯と組んで成都へ侵攻することを恐れ、曹操への使者を三回に分けて出し、帰服の意志を伝えさせた。先の二名の使者は歓迎を受けた。しかし三度目に赴いた張松は、曹操が劉備を敗走させ慢心していたために冷たく扱われた。このため張松は腹を立て、劉璋には曹操と絶交し、劉備と結ぶよう進言した（「先主伝」・「劉璋伝」・『漢晋春秋』）。
張松は法正と共に劉備の元へ使者として赴いた。「先主伝」が引く『呉書』によると、法正と共に劉備から手厚い歓待を受けた張松は、益州の軍備や地理について詳しく語り、地図を描いて説明したとある。
なお、『三国志』先主伝の注に引く『益部耆旧雑記』によれば、張松は小男で勝手に振舞うところがあったが、識見や判断力には優れていたとある。曹操の元に使者として赴いた時、曹操から冷遇されたが、楊修には評価された。楊修が張松に曹操が編纂した兵法書を見せると、張松は宴会時にそれを全て読み、すぐに暗唱して見せた。以前から楊修は張松を評価していたが、このことでさらに高く評価するようになった。
益州に入った劉備は劉璋に対し、孫権・関羽の救援に赴きたいと主張して兵と物資を借りようとした。しかし張松だけは劉備の真意が読めず、劉備と法正に手紙を送り引き留めようとした。また、このことを知った兄・張粛は劉璋に密告した。果たして、劉備と張松の計画は劉璋の知るところとなり、張松は斬られてしまった。

## 三国志演義
小説『三国志演義』では、字は永年。背が低く出っ歯で、鼻も低いという風采の悪い人物という設定にされている。
漢中の張魯が西川に軍を向けたため、曹操を説き伏せ張魯の背後を突かせようと使者として赴く。だが曹操に冷遇されたことから、楊修の前で曹操が書いた兵法書「孟徳新書」を全て丸暗記してみせ、曹操との謁見時に愚弄する発言を繰り返すということをする。このため百叩きの刑に遭ってしまい、怒って魏から荊州の劉備の元へ赴いている。荊州では劉備の厚遇に感動し「玄徳はこのように寛仁で士人を愛している。どうしてこの人物を捨てるべきであろうか」と考え、四川を劉備に譲り渡す決心をする。そして、曹操に渡すべく携えていた「四川地理図」を劉備に献上し、劉備を益州の新たな君主として迎えようと、友人の法正や孟達と共に画策することになっている。最期は、酒の席で劉備への手紙を兄に発見され、劉備入蜀計画を劉璋に密告され、怒った劉璋により妻子とともに処刑されたことになっている。